# 마정초등학교
마정초등학교는 대한민국 경기도 파주시에 있는 공립 초등학교이다.

## 학교 연혁
- 1942년 3월 31일 사립 축파국민학교로 개교
- 1944년 3월 31일 공립 마정국민학교로 교명 개명
- 1945년 4월 1일 초대 황호연 교장선생님 취임
- 1950년 6월 25일 사변으로 전소와 동시 휴교
- 1954년 10월 1일 수복 개교
- 1981년 3월 9일 마정국민학교 병설유치원 개원
- 2010년 2월 10일 제58회 졸업식(졸업생누계4,894)
- 2010년 3월 1일 제19대 이희성 교장선생님 취임
- 2010년 3월 1일 6학급 편성(90명)
- 2011년 2월 16일 제59회 졸업식(졸업생누계4,913)
- 2011년 3월 1일 6학급 편성(75명)
- 2012년 2월 16일 제60회 졸업식(졸업생누계4,925)
- 2012년 3월 1일 6학급 편성(53명)
- 2013년 2월 8일 제61회 졸업식(졸업생누계4,933)
- 2013년 3월 1일 6학급 편성(52명)
- 2014년 2월 14일 제62회 졸업식(졸업생누계4,942)
- 2014년 3월 1일 제20대 이윤옥 교장선생님 취임
- 2014년 3월 1일 6학급 편성(56명)

## 참고 자료
- 마정초등학교 - 한국교육학술정보원 학교알리미